# Vandenboschia speciosa
Vandenboschia speciosa — вид рослин з родини Hymenophyllaceae (Гіменофілові).

## Опис
Багаторічна рослина. Має повзуче кореневище, покрите чорним волоссям до 4 мм в діаметрі. Розмір листа становить від 10 до 30 см (це вид менше, ніж в середньому по роду). Листова пластина трикутна дво-чи триперисте. Поширюється вегетативними відростками. Спори дуже легкі і можуть транспортуватися на дуже великі відстані.

## Поширення
Батьківщина: Європа: Чехія, Франція, Німеччина, Велика Британія, Гібралтар, Ірландія, Італія, Люксембург, Польща, Португалія, Іспанія, Азорські острови, Канарські острови, Мадейра. Населяє кислі, дуже вологі й тінисті кручі 0–700 м, тільки в умовах океанічного клімату.

## Охорона
Trichomanes speciosum охороняється в Європі і занесений до Додатку І Бернської конвенції (охоронна категорія: вид підлягає особливій охороні).

## Галерея

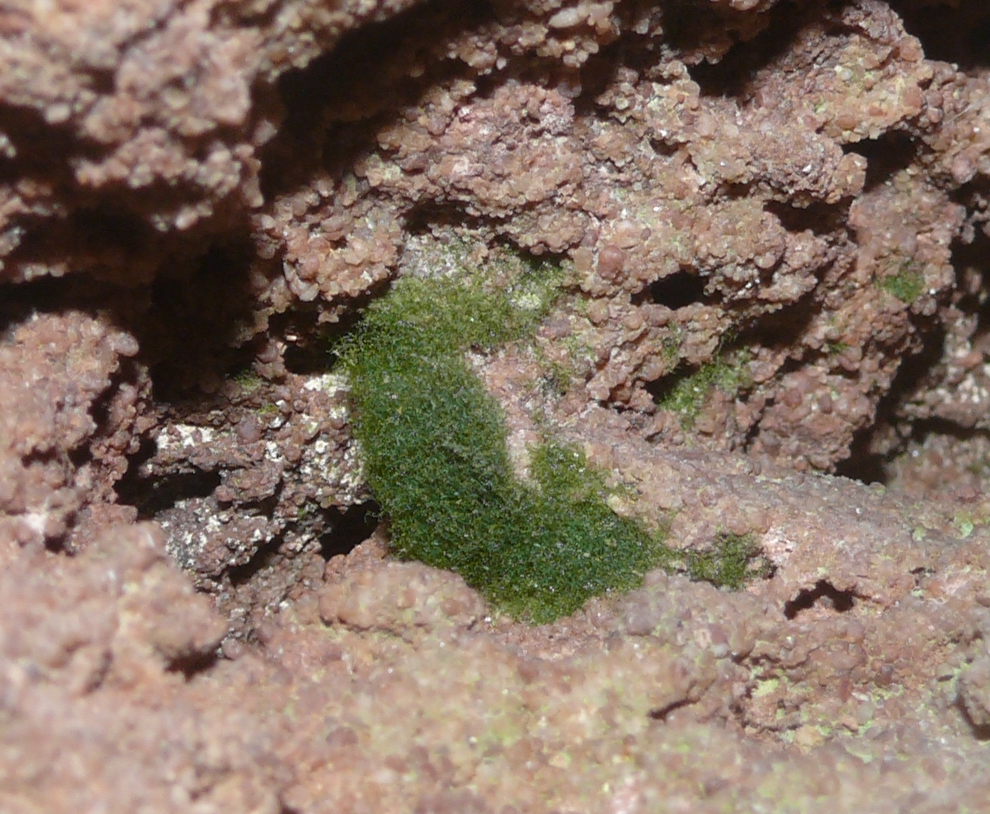
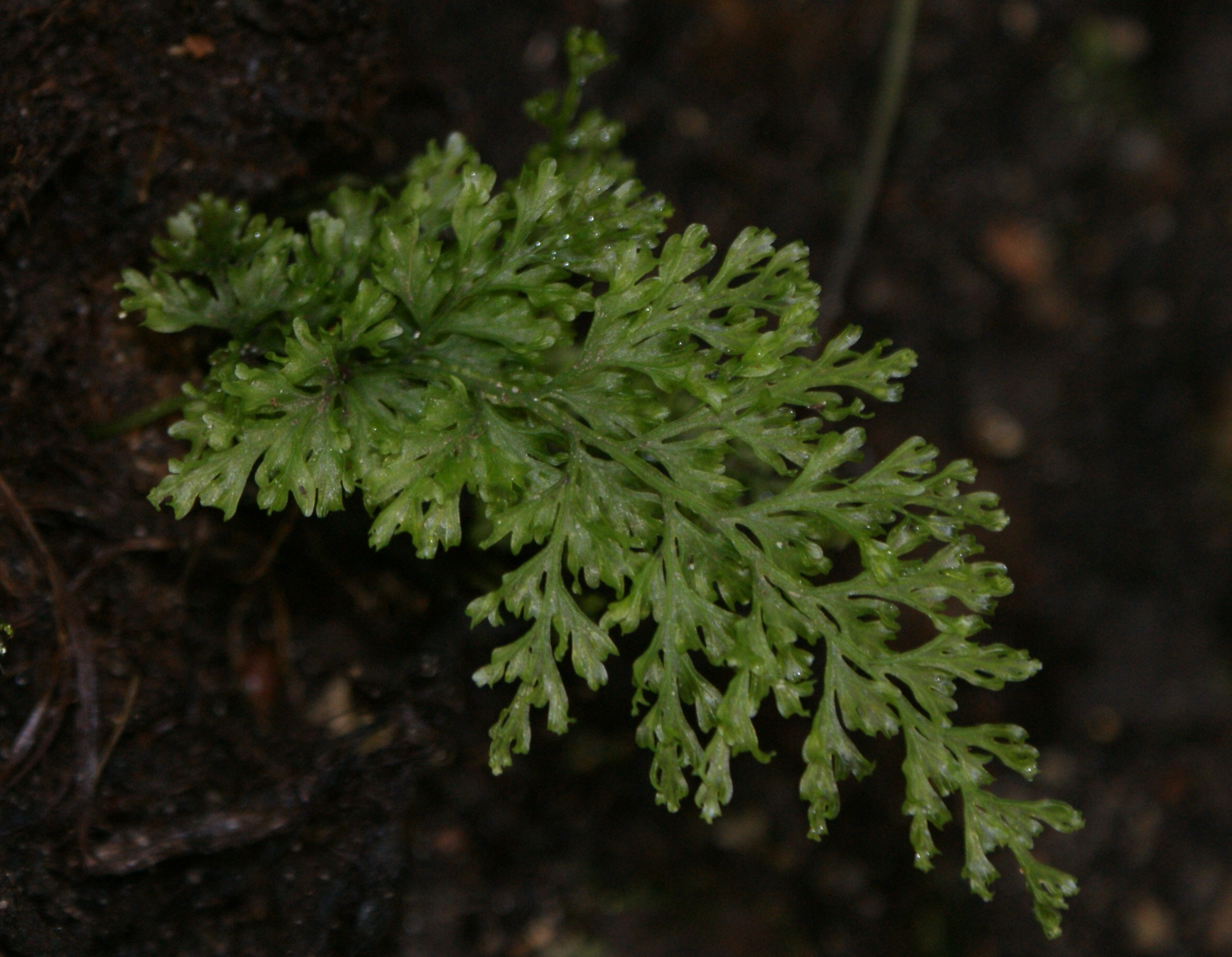